# Głownia (choroba)

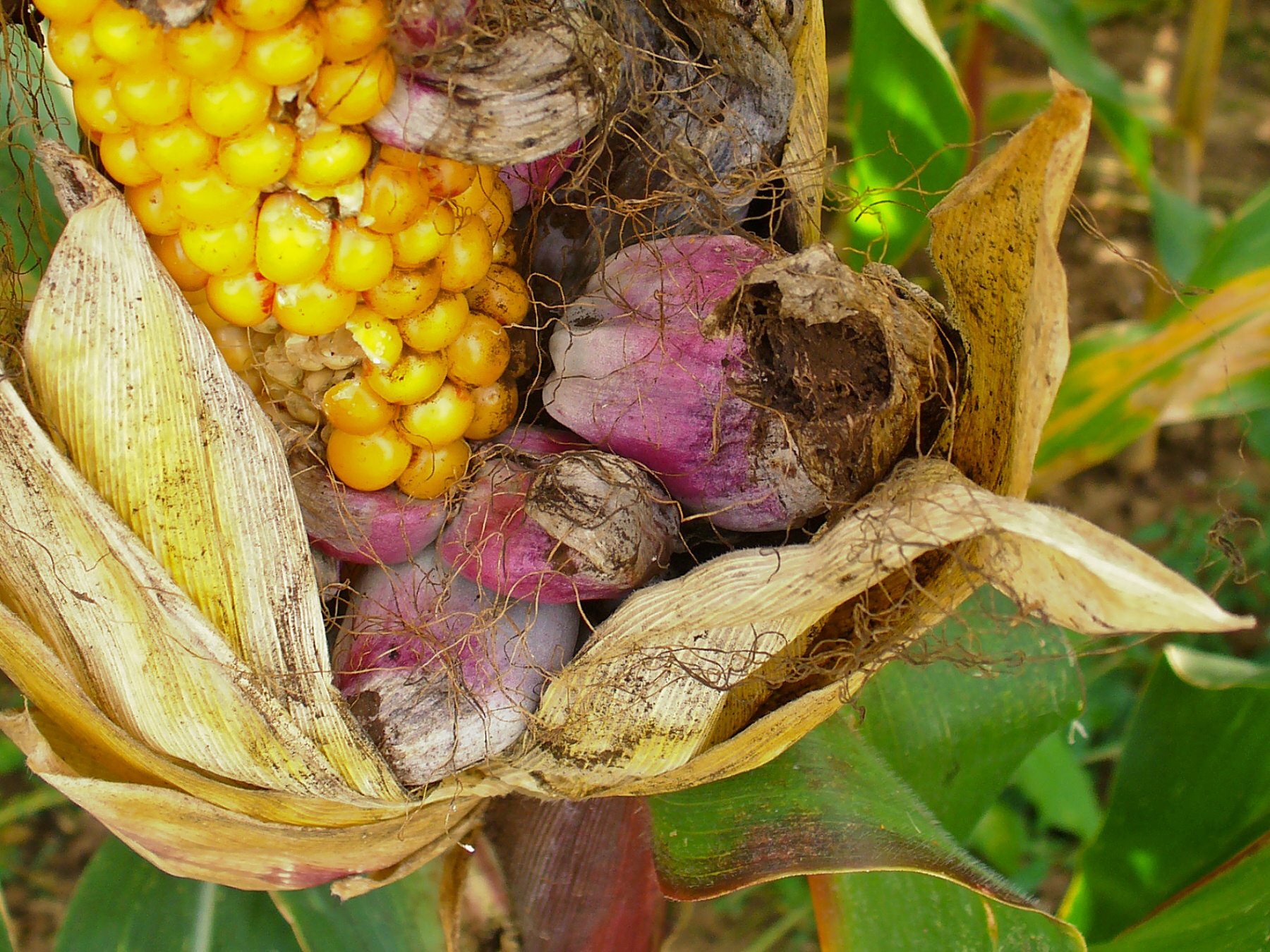
Głownia guzowata kukurydzy

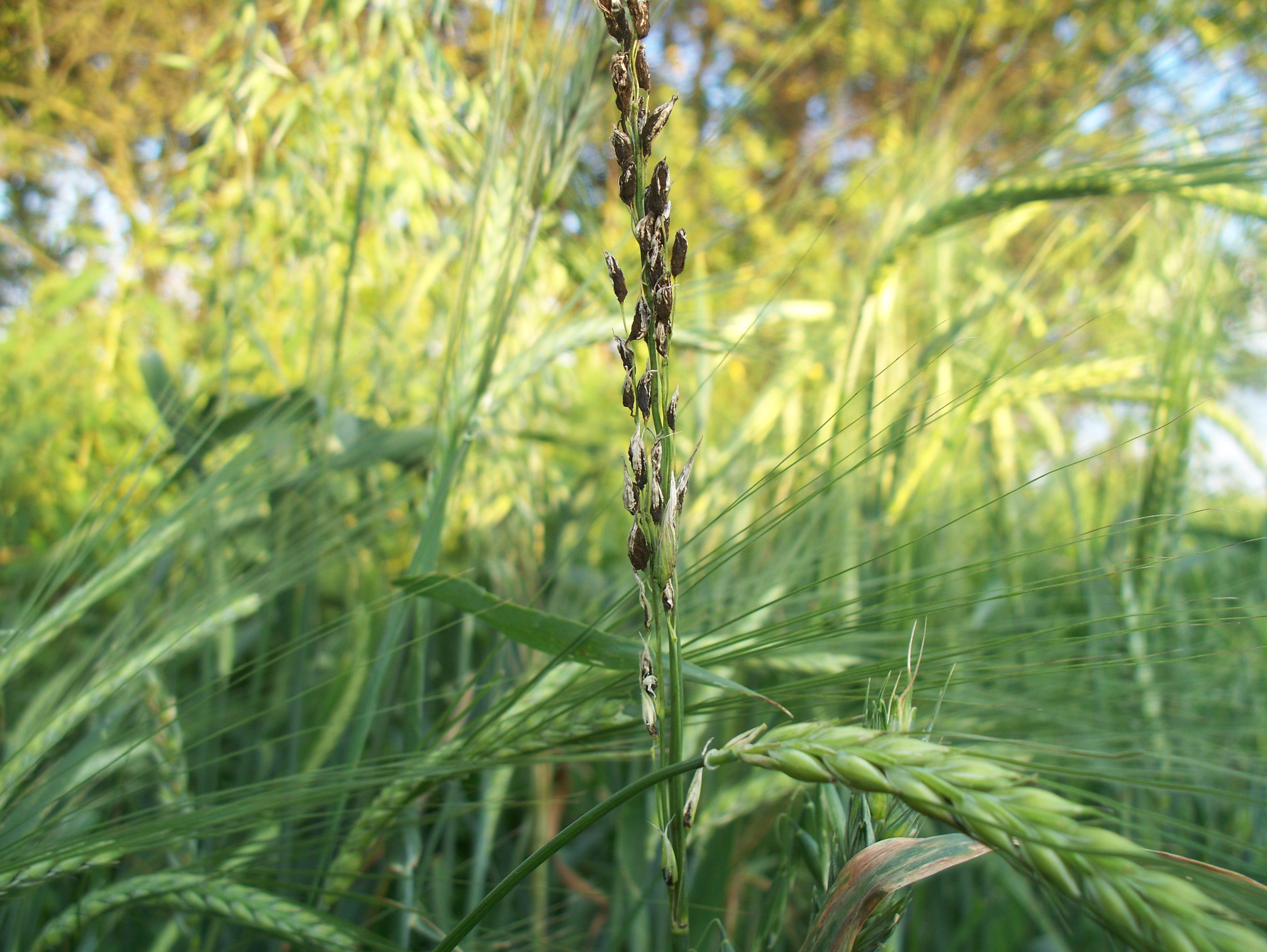
Głownia pyląca owsa

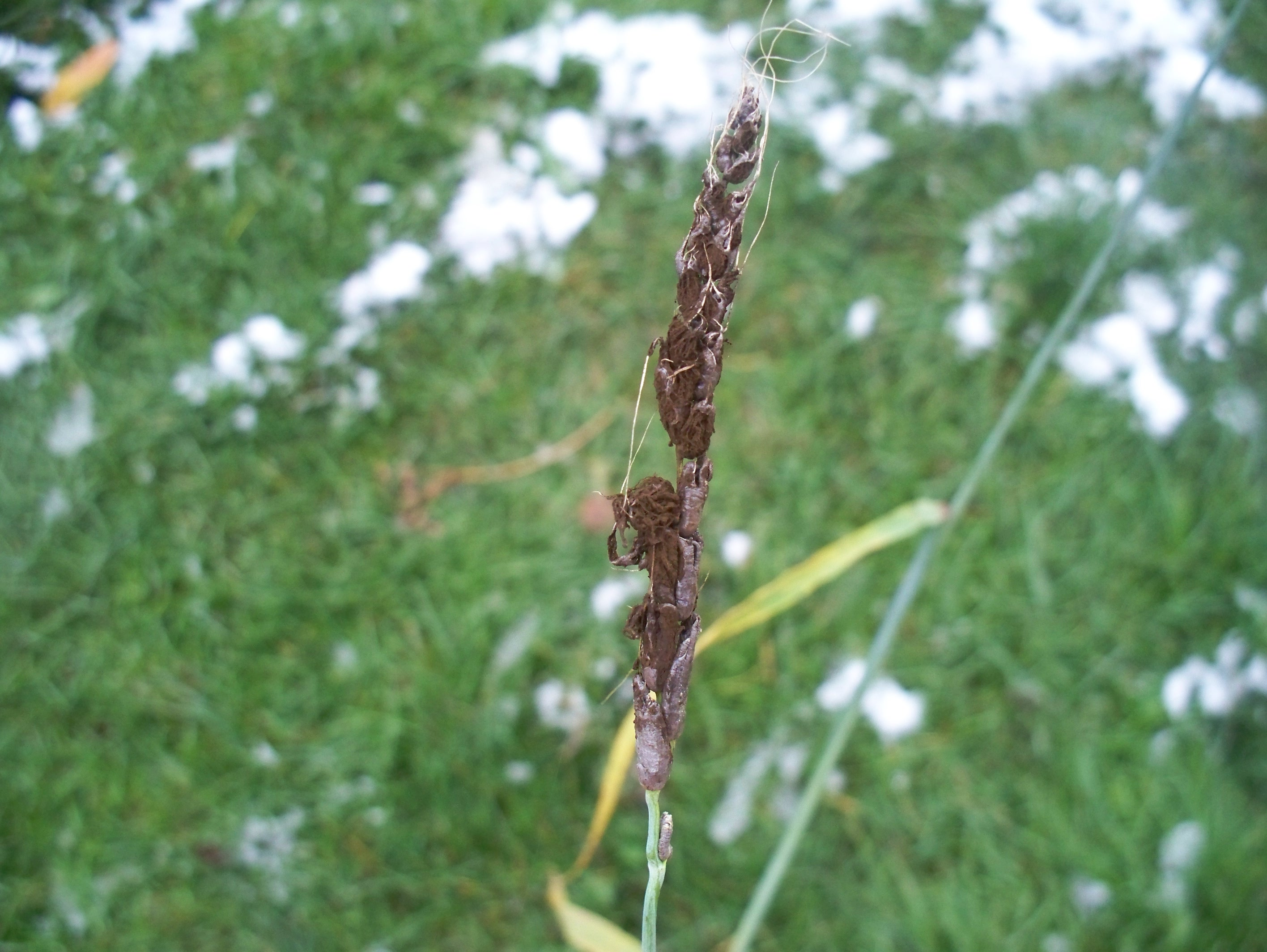
Głownia pyląca jęczmienia

Głownie – choroby roślin wywołane głównie przez gatunki z rodzajów Ustilago i Urocystis należące do klasy Ustilaginomycetes (głowniaki). Niektóre z wywołujących je patogenów obecnie nie należą już do tej klasy, gdyż zmieniła się ich klasyfikacja, jednak tradycyjna nazwa choroby pozostała.
Głownie występują głównie na roślinach należących do rodziny wiechlinowatych, czyli traw (Poaceae), rzadko na innych. U roślin uprawnych wywołują wiele chorób. Są to (w nawiasie wywołujące je gatunki grzybów):
- głownia cebuli (Urocystis cepulae)
- głownia dalii (Entyloma dahliae)
- głownia guzowata kukurydzy (Ustilago maydis)
- głownia liści kostrzewy (Urocystis ulei)
- głownia liści perzu (Urocystis agropyri)
- głownia liściowa maku (Entyloma fuscum)
- głownia mieczyka (Urocystis gladiolicola)
- głownia miskanta (Sporisorium scitamineum)
- głownia palm (Microbotryum violaceum)
- głownia prosa (Sporisorium destruens)
- głownia plamista traw (Jamsdicksonia irregularis, Jamsdicksonia dactylidis)
- głownia plamista liści traw (Jamesdicksonia dactylidis)
- głownia pyląca jęczmienia (Ustilago nuda)
- głownia pyląca kukurydzy (Sphacelotheca reiliana)
- głownia pyląca owsa (Ustilago avenae)
- głownia pyląca pszenicy (Ustilago tritici)
- głownia pylników goździka (Microbotryum violaceum)
- głownia rajgrasu wyniosłego (Ustilago avenae)
- głownia smugowa traw (Ustilago striiformis)
- głownia ziemniaka (Thecaphora solani)
- głownia zimowita (Urocystis colchici)
- głownia zwarta jęczmienia (Ustilago hordei)
- głownia źdźbła i liści traw (Tranzcheliella hypodytes)
- głownia źdźbłowa rajgrasu wyniosłego (Urocystis arrhenatheri)
- głownia źdźbłowa żyta (Urocystis occulta)[3].